# Jože Jensterle
Jože Jensterle, slovenski zdravnik in pesnik, * 8. marec 1929, Zgornje Gorje, Slovenija, † september 2023

## Življenje
Jensterle se je rodil 8. marca 1929 v Zgornjih Gorjah pri Bledu. Izhaja iz trinajstčlanske družine. Po končani osnovni (Zg. Gorje) in meščanski šoli (Jesenice), ter gimnaziji (Gimnazija Jesenice), se je vpisal na študij medicine na Medicinski fakulteti v Ljubljani. Že takrat je zelo rad bral. Prebiral je Prešerna, Gradnika, Gregorčiča, pa tudi Puškina in Shakespear-ja ter slovenske pesnike moderne, pa ne samo zaradi učnih obveznosti. Po končanem šolanju se je zaposlil v Obratni ambulanti Železarne Jesenice, kasneje pa je v Nemški akademiji za medicino dela in na Univerzi v Zagrebu opravil še podiplomska študija. Od leta 2001 je upokojen in živi na Bledu.

## Ustvarjanje
Jensterle je kakšen verz ali kitico napisal že v mladih letih, tako za šalo. Pozneje pa je v svoje pesmi vedno bolj odlagal razočaranja, prizadetost, bolečino in veselje, pa tudi spoznanja. Odzval se je na vsakokratne dogodke in občutja, ter jih po svoje ubesedil. V kasnejših letih in predvsem v pokoju pa mu pri pisanju pesmi pomagajo vnuki in pravnuki, saj preko njih spoznava in poskuša razumeti današnji svet. V svojem življenju je napisal preko 300 pesmi. Izdal pa je tudi dve zbirki le teh. Prva je knjiga z naslovom Goreči grm (1993), v njej je 172 pesmi, druga pa je Odsevi stopinj (2003), ki vsebuje 83 pesmi.

## Dela
- Goreči grm (1993)
- Odsevi stopinj (2003)